# Concilio de Roma (963)
El 4 de diciembre del año 963 se convocó en Roma un concilio por el Emperador Otón I a instancia de los Romanos para la deposición del Papa Juan XII, acusado de muchos delitos. 
Los Arzobispos de Milán, de Ravena y de Brena asistieron en persona. También se hallaron tres Obispos de Alemania y los demás de diversas partes de Italia, trece Cardenales Presbíteros, tres Diáconos, otros muchos Clérigos y algunos Seglares de los más nobles, con toda la Milicia de Roma.
La Junta se tuvo en la Iglesia de San Pedro. Se examinaron las acusaciones que se hacían contra el Papa Juan XII a quien depuso y se eligió en su lugar unánimemente a León VIII, hombre de un mérito conocido que se ordenó Papa con todas las ceremonias acostumbradas. En lo demás, como no tenemos las Actas de este Concilio, no se puede hacer juicio de él sino por la relación de Luitprando, que se puede ver al fin de su Historia. 